# SMATV

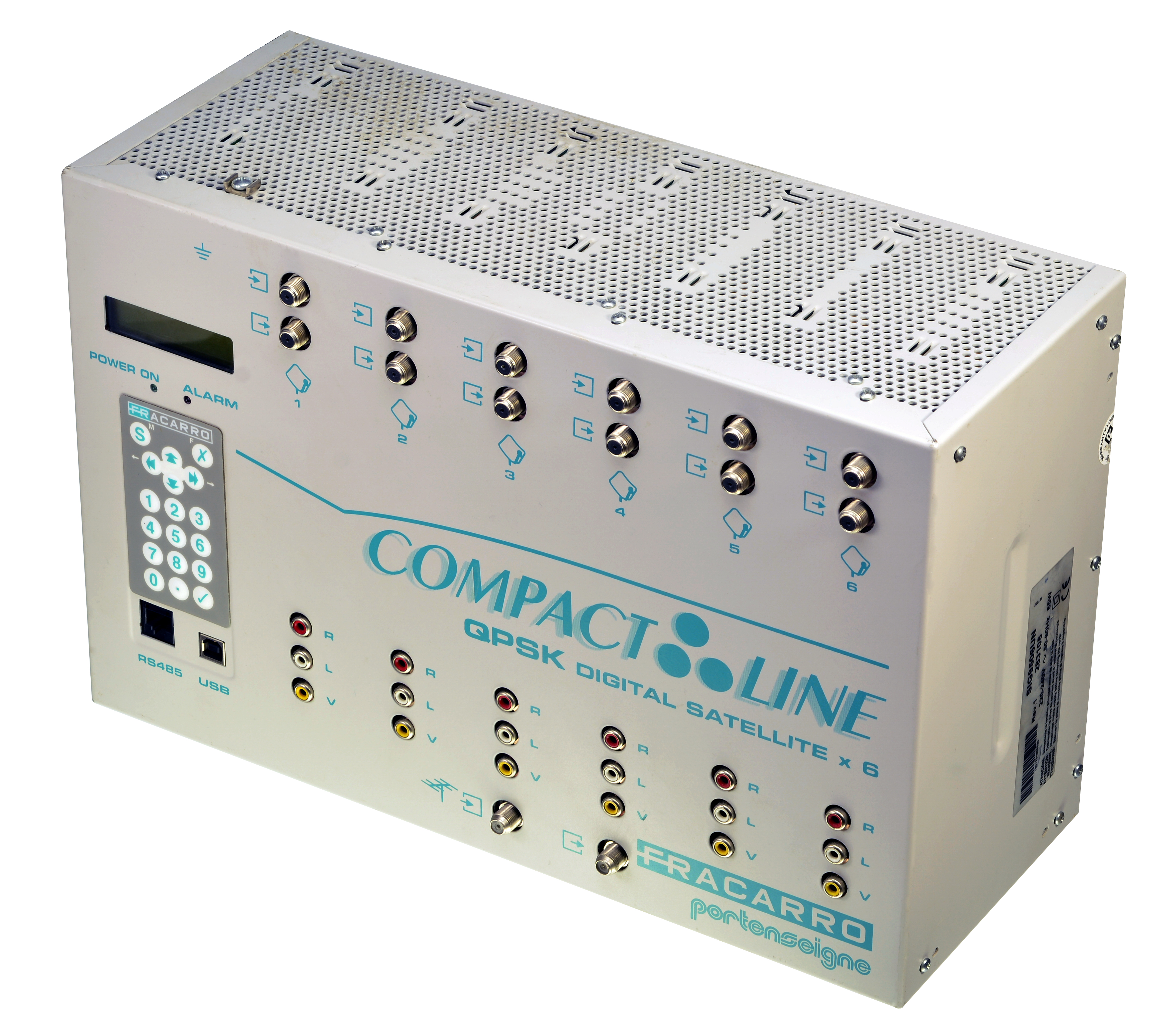
Esta es la versión QPSK Digital Satellite x6, con opción de audio mono del SMATV.

SMATV es Single Master Antenna Television (Antena de Televisión Principal Simple o Única), un tipo de cabecera que puede ser utilizado para hoteles, moteles, residencias, hospitales y locales comerciales con varios inquilinos. La mayoría de las veces se encuentra en instalaciones de alojamiento temporal. Una cabecera SMATV se utiliza para recibir y retransmitir los canales de televisión por satélite a través de una propiedad desde una misma señal alimentadora de satélite.
Hay varios métodos de distribución que se utilizan a menudo en una cabecera SMATV, incluyendo:
- Sistemas de TV IPTV (que utiliza el estándar abierto Internet Protocol, el más difundido).[3]
- Com1000 Pro: Idioma cifrado en la cabecera de Alta Definición.
- Distribución de TV por satélite L-Band.[4]

En los Estados Unidos, las portadoras utilizadas para proporcionar la señal de televisión por satélite para los sistemas de cabecera SMATV son:
- DIRECTV.
- Dish Network SMATV.